# Activitat de les seleccions esportives catalanes - 2011
De l'activitat de les seleccions esportives catalanes de l'any 2011 destaca la selecció catalana de corfbol, que va aconseguir la quarta posició al Campionat del Món i va guanyar el torneig 4 Nacions, la selecció d'hoquei patins femenina que va guanyar per primera vegada la Copa Amèrica, la selecció catalana de biketrial, que va aconseguir el seu segon campionat del món en la seva segona participació oficial, la selecció de futbol sala masculina que va aconseguir arribar a quarts de final del Campionat del Món, també en la seva segona participació en aquesta competició, la selecció catalana d'hoquei sobre patins masculina que va guanyar la seva sisena Golden Cup i la selecció de futbol sala femenina va aconseguir la tercera posició al Campionat d'Europa.
Pel que fa als reconeixements internacionals, la Federació Catalana de Dards va ser admesa a la World Darts Federation el 20 de setembre de 2011 durant l'assemblea prèvia a la disputa del Campionat del Món 2011 a Castlebar, Irlanda.
Aquest 2011 van debutar la selecció catalana de dards -acabada de reconèixer-, la selecció catalana de touch rugbi, que va aconseguir la divuitena posició a la categoria mixta oberta de la Copa del Món disputada a Edimburg (Escòcia), la selecció catalana de bowling ninepin, que va participar en el Campionat del Món que es va fer a Sarajevo a més del debut en campionat oficial de les seleccions masculina i femenina de tamborí, amb les quartes posicions d'ambdues al campionat d'Europa.
La Plataforma Pro Seleccions Esportives Catalanes organitza la sisena edició del Dia de les seleccions catalanes, el mes d'octubre a Mollerussa.
El mes de desembre es va emetre per televisió el documental "Fora de Joc", on s'expliquen els entrebancs que han tingut les diverses seleccions esportives catalanes.

Resultats de les seleccions esportives catalanes durant l'any 2011:
| Febrer 2011 |             |                 |              |           |             |     |         |               |
| 9           | Futbol Sala | Torneig Amistós | Platja d'Aro | Catalunya | Suècia      | 6-5 | Masculí | [ 22 ]        |
| 10          | Futbol Sala | Torneig Amistós | Platja d'Aro | Catalunya | Sta. Helena | 3-1 | Masculí | [ 23 ]        |
| 11          | Futbol Sala | Torneig Amistós | Platja d'Aro | Catalunya | Kirguizstan | 3-2 | Masculí | [ 24 ] [ 25 ] |
| 12          | Futbol Sala | Torneig Amistós | Platja d'Aro | Catalunya | França      | 5-2 | Masculí | [ 26 ] [ 27 ] |
| 13          | Futbol Sala | Torneig Amistós | Platja d'Aro | Catalunya | Rússia      | 1-1 | Masculí | [ 28 ]        |

| Març 2011 |             |                      |               |           |               |     |         |                      |
| 4         | Futbol Sala | Torneig Amistós      | Ripoll        | Catalunya | Suècia        | 8-3 | Masculí | [ 29 ] [ 30 ]        |
| 5         | Futbol Sala | Torneig Amistós      | Ripoll        | Catalunya | País Basc     | 3-2 | Masculí | [ 31 ]               |
| 6         | Futbol Sala | Torneig Amistós      | Ripoll        | Catalunya | Bèlgica       | 3-4 | Masculí | [ 32 ] [ 33 ]        |
| 16        | Futbol Sala | Campionat del Món    | Villavicencio | Catalunya | Canadà        | 4-3 | Masculí | [ 34 ] [ 35 ]        |
| 17        | Futbol Sala | Campionat del Món    | Villavicencio | Catalunya | Perú          | 2-5 | Masculí | [ 36 ] [ 37 ]        |
| 18        | Futbol Sala | Campionat del Món    | Villavicencio | Catalunya | Uruguai       | 7-2 | Masculí | [ 38 ] [ 39 ] [ 40 ] |
| 20        | Futbol Sala | Campionat del Món    | Bogotà        | Catalunya | Argentina     | 0-7 | Masculí | [ 41 ]               |
| 30-2      | Bowling     | Mediteranean Ch. Cup | Barcelona     | Catalunya | 13 seleccions |     |         |                      |

| Abril 2011 |                |         |              |         |           |          |         |        |
| 14         | Pitch and putt | Amistós | Tralee (IRL) | Irlanda | Catalunya | 13,5-2,5 | Masculí | [ 42 ] |

| Maig 2011 |         |                   |                |           |           |     |         |        |
| 20        | Bowling | Campionat del Món | Sarajevo (BIH) | Catalunya | Dinamarca | 3-3 | Masculí | [ 43 ] |

| Juny 2011 |               |                  |                |           |              |      |         |               |
| 12        | Hoquei herba  | Amistós          | Terrassa       | Catalunya | Sud-àfrica   | 0-1  | Femení  | [ 44 ] [ 45 ] |
| 12-18     | Bowling       | Campionat Europa | Múnic (GER)    | Catalunya |              |      |         |               |
| 16        | Hoquei patins | Golden Cup       | Blanes         | Catalunya | França       | 5-3  | Masculí | [ 46 ]        |
| 17        | Hoquei patins | Golden Cup       | Blanes         | Catalunya | Sel. Mundial | 2-3  | Masculí |               |
| 18        | Hoquei patins | Golden Cup       | Blanes         | Catalunya | Angola       | 2-2  | Masculí | [ 47 ]        |
| 19        | Hoquei patins | Golden Cup       | Blanes         | Catalunya | Sel. Mundial | 2-2  | Masculí | [ 48 ]        |
| 22        | Touch rugbi   | Copa del Món     | Edimburg (SCO) | Catalunya | Anglaterra   | 1-19 | Mixt    | [ 49 ]        |
| 22        | Touch rugbi   | Copa del Món     | Edimburg (SCO) | Catalunya | Niue         | 3-13 | Mixt    | [ 49 ]        |
| 22        | Touch rugbi   | Copa del Món     | Edimburg (SCO) | Catalunya | Suïssa       | 0-9  | Mixt    | [ 49 ]        |
| 23        | Touch rugbi   | Copa del Món     | Edimburg (SCO) | Catalunya | Austràlia    | 1-18 | Mixt    | [ 50 ]        |
| 23        | Touch rugbi   | Copa del Món     | Edimburg (SCO) | Catalunya | Itàlia       | 3-3  | Mixt    | [ 51 ]        |
| 24        | Touch rugbi   | Copa del Món     | Edimburg (SCO) | Catalunya | Hongria      | 11-1 | Mixt    | [ 51 ]        |
| 24        | Touch rugbi   | Copa del Món     | Edimburg (SCO) | Catalunya | Bèlgica      | 6-5  | Mixt    | [ 51 ]        |
| 25        | Touch rugbi   | Copa del Món     | Edimburg (SCO) | Catalunya | Hongria      | 10-4 | Mixt    | [ 51 ]        |
| 25        | Touch rugbi   | Copa del Món     | Edimburg (SCO) | Catalunya | Itàlia       | 6-5  | Mixt    | [ 51 ]        |

| Juliol 2011 |           |                   |                                    |           |  |          |         |       |
| 23-24 30-31 | Biketrial | Campionat del Món | Brezova (CZE) St. Miquel Campmajor | Catalunya |  | Campions | Mas/Fem | [ 7 ] |

| Agost 2011 |                |                 |                    |           |           |     |         |  |
| 4-7        | Twirling baton | Int. Cup        | Jacksonville (EUA) | Catalunya |           |     | Mas/Fem |  |
| 6          | Hoquei línia   | Torneig amistós | Cincinnati (EUA)   | Catalunya | Nova York | 3-8 | Femení  |  |
| 6          | Hoquei línia   | Torneig amistós | Cincinnati (EUA)   | Catalunya | Missouri  | 8-2 | Femení  |  |
| 7          | Hoquei línia   | Torneig amistós | Cincinnati (EUA)   | Catalunya | Georgia   | 5-1 | Femení  |  |
| 7          | Hoquei línia   | Torneig amistós | Cincinnati (EUA)   | Catalunya | Florida   | 4-1 | Femení  |  |
| 8          | Hoquei línia   | Torneig amistós | Cincinnati (EUA)   | Catalunya | Colorado  | 2-3 | Femení  |  |

| Setembre 2011 |             |                 |                 |           |               |       |         |               |
| 1-12          | Bowling     | Campionat Món   | Hong Kong       | Catalunya |               |       | Femení  | [ 53 ]        |
| 9             | Corfbol     | Torneig amistós | Barcelona       | Catalunya | Rússia        | 23-17 | Mixt    | [ 3 ]         |
| 10            | Corfbol     | Torneig amistós | Barcelona       | Catalunya | Alemanya      | 14-13 | Mixt    | [ 3 ]         |
| 11            | Corfbol     | Torneig amistós | Barcelona       | Catalunya | Anglaterra    | 20-14 | Mixt    | [ 3 ] [ 4 ]   |
| 15            | Futbol Sala | Amistós         | Guissona        | Catalunya | Romania       | 2-2   | Masculí | [ 56 ] [ 57 ] |
| 21            | Dards       | Campionat Món   | Castlebar (IRL) | Catalunya | Lituània      | 4-0   | Femení  | [ 58 ] [ 59 ] |
| 21            | Dards       | Campionat Món   | Castlebar (IRL) | Catalunya | Austràlia     | 4-9   | Masculí | [ 60 ] [ 59 ] |
| 21            | Dards       | Campionat Món   | Castlebar (IRL) | Catalunya | Suècia        | 1-4   | Femení  | [ 58 ] [ 59 ] |
| 21            | Dards       | Campionat Món   | Castlebar (IRL) | Catalunya | Dinamarca     | 1-9   | Masculí | [ 60 ]        |
| 21            | Dards       | Campionat Món   | Castlebar (IRL) | Catalunya | Països Baixos | 0-4   | Femení  | [ 58 ] [ 59 ] |
| 21            | Dards       | Campionat Món   | Castlebar (IRL) | Catalunya | Rep. Txeca    | 8-9   | Masculí | [ 60 ]        |
| 21            | Dards       | Campionat Món   | Castlebar (IRL) | Catalunya | Illa de Man   | 2-9   | Masculí | [ 60 ]        |

| Octubre 2011 |                  |                   |         |           |          |       |         |                      |
| 8            | Futbol australià | Campionat Europa  | Irlanda | Catalunya | Àustria  | 14-45 | Masculí | [ 61 ]               |
| 8            | Futbol australià | Campionat Europa  | Irlanda | Catalunya | Croàcia  | 0-66  | Masculí |                      |
| 8            | Futbol australià | Campionat Europa  | Irlanda | Catalunya | Rússia   | 15-24 | Masculí |                      |
| 27           | Corfbol          | Campionat del Món | Xina    | Catalunya | Txèquia  | 21-16 | Mixt    | [ 62 ] [ 63 ]        |
| 28           | Corfbol          | Campionat del Món | Xina    | Catalunya | Gal·les  | 28-6  | Mixt    | [ 64 ] [ 65 ]        |
| 29           | Corfbol          | Campionat del Món | Xina    | Catalunya | Xina     | 27-17 | Mixt    | [ 66 ] [ 67 ]        |
| 31           | Corfbol          | Campionat del Món | Xina    | Catalunya | Portugal | 18-15 | Mixt    | [ 68 ] [ 69 ] [ 70 ] |

| Novembre 2011 |               |                   |           |           |               |       |        |               |
| 1             | Corfbol       | Campionat del Món | Xina      | Catalunya | Països Baixos | 11-32 | Mixt   | [ 71 ] [ 72 ] |
| 3             | Corfbol       | Campionat del Món | Xina      | Catalunya | Bèlgica       | 14-27 | Mixt   | [ 73 ] [ 74 ] |
| 5             | Corfbol       | Campionat del Món | Xina      | Catalunya | Xina Taipei   | 16-33 | Mixt   | [ 1 ] [ 2 ]   |
| 8             | Hoquei patins | Copa Amèrica      | Brasil    | Catalunya | Sud-àfrica    | 13-0  | Femení | [ 75 ]        |
| 9             | Hoquei patins | Copa Amèrica      | Brasil    | Catalunya | Uruguai       | 8-0   | Femení |               |
| 9             | Hoquei patins | Copa Amèrica      | Brasil    | Catalunya | Xile          | 3-2   | Femení | [ 76 ]        |
| 10            | Hoquei patins | Copa Amèrica      | Brasil    | Brasil    | Catalunya     | 2-6   | Femení |               |
| 11            | Hoquei patins | Copa Amèrica      | Brasil    | Catalunya | Uruguai       | 12-0  | Femení |               |
| 12            | Hoquei patins | Copa Amèrica      | Brasil    | Catalunya | Xile          | 2-0   | Femení | [ 5 ] [ 6 ]   |
| 27            | Gym raquet    | Amistós           | Barcelona | Catalunya | Itàlia        | 2-6   | Mixt   | [ 77 ] [ 78 ] |

| Desembre 2011 |                |                    |             |            |           |         |         |               |
| 3             | Tamborí        | Campionat d'Europa | Hongria     | Hongria    | Catalunya | 13-7    | Femení  | [ 79 ]        |
| 3             | Tamborí        | Campionat d'Europa | Hongria     | Hongria    | Catalunya | 2-13    | Masculí | [ 79 ]        |
| 3             | Tamborí        | Campionat d'Europa | Hongria     | Catalunya  | Alemanya  | 13-3    | Femení  | [ 79 ]        |
| 3             | Tamborí        | Campionat d'Europa | Hongria     | Catalunya  | Itàlia    | 2-13    | Masculí | [ 79 ]        |
| 3             | Tamborí        | Campionat d'Europa | Hongria     | Catalunya  | França    | 6-13    | Femení  | [ 79 ]        |
| 4             | Tamborí        | Campionat d'Europa | Hongria     | França     | Catalunya | 13-9    | Masculí | [ 80 ]        |
| 4             | Tamborí        | Campionat d'Europa | Hongria     | Itàlia     | Catalunya | 13-3    | Femení  | [ 80 ]        |
| 4             | Tamborí        | Campionat d'Europa | Hongria     | Catalunya  | Espanya   | 12-13   | Masculí | [ 80 ]        |
| 6             | Futbol sala    | Campionat d'Europa | Praga (CZE) | Catalunya  | Itàlia    | 8-1     | Femení  | [ 81 ] [ 82 ] |
| 8             | Futbol sala    | Campionat d'Europa | Praga (CZE) | Rep. Txeca | Catalunya | 4-0     | Femení  | [ 83 ] [ 84 ] |
| 8             | Pitch and putt | Quadr. amistós     | Galícia     | Catalunya  | Andorra   | 5-1     | Mixt    |               |
| 9             | Pitch and putt | Quadr. amistós     | Galícia     | Galícia    | Catalunya | 0,5-5,5 | Mixt    | [ 85 ]        |
| 9             | Futbol sala    | Campionat d'Europa | Praga (CZE) | Catalunya  | Rússia    | 2-2*    | Femení  | [ 86 ]        |
| 10            | Futbol sala    | Campionat d'Europa | Praga (CZE) | Catalunya  | França    | 3-0     | Femení  | [ 9 ] [ 10 ]  |
| 30            | Futbol         | Amistós            | Barcelona   | Catalunya  | Tunísia   | 0-0     | Masculí | [ 87 ] [ 88 ] |

- En negreta els esports on les seleccions catalanes estan reconegudes oficialment.
- En negreta els campionats internacionals oficials.